# Nathan ben Meïr
Nathan ben Meïr de Trinquetaille (hébreu : נתן בן מאיר מטרקטלייש) est un rabbin, talmudiste et exégète français des XIIe et XIIIe siècles.
Principalement connu pour être, avec Juda ben Yakar, l’un des maîtres de Moïse Nahmanide auquel ils auront transmis les enseignements et la méthode des Tossafistes, il est aussi le grand-père paternel et maître d’Ishtori HaFarhi ainsi qu’un ancêtre de Menahem Hameïri.
Ce rabbin qui entretenait un échange épistolaire avec Abraham ibn Daud comptait sans doute parmi les éminentes autorités talmudiques de son temps. Il est, selon son petit-fils, auteur d’un commentaire sur la Bible et, selon Nahmanide, d’un traité sur les saisies illégales intitulé Sha'arei Tefissot. Ce livre aurait partie, selon Heinrich Gross, fait partie d’un ouvrage plus important divisé en chapitres (she'arim) d’où son nom.